# Беренгар (граф Камерино)
Беренга́р (нем. Berengar, итал. Berengaro; умер в октябре 868) — герцог Сполето в 836—841/842 годы и граф Камерино в 836—844/850 годы.

## Биография
О происхождении Беренгара ничего неизвестно. Первое упоминание о нём в современных ему исторических источниках относится к 837 году, когда дарственная хартия монастырю Фарфа и его аббату Сикарду была датирована «2-м годом [правления] герцога Беренгара». На основании того, что имя Беренгара находится также и в каталоге этого монастыря, где перечислены правители Сполетского герцогства, на территории которого находилась обитель, предполагается, что Беренгар в это время был местным герцогом, хотя ни в одном из дошедших до нашего времени документов по отношению к нему не применялся титул «герцог Сполето». Обстоятельства получения Беренгаром этого феода в источниках не упоминаются, однако историки высказывают мнение, что он был приближённым короля Италии Лотаря I, который и назначил его в 836 году главой ставшего вакантным владения. В Сполето Беренгар стал преемником или скончавшегося в этом году герцога Ламберта I, или герцога Рихарда, предположительно правившего здесь в 835 или 836 году. Вероятно, одновременно Беренгар получил от Лотаря и графство Камерино, при герцоге Винигизе также принадлежавшее сполетским правителям, но затем выделенное в самостоятельное владение. Так как преемственность графов Камерино первой трети IX века точно не установлена, предшественником Беренгара здесь могли быть или Эскротомий, или Герард II, по одному разу упоминаемые в документах 834—836 годов.
Правление Беренгара в Сполето продолжалось не более шести лет: уже в 842 году документы называют местным герцогом Гвидо I. Однако Беренгару удалось сохранить за собой Камерино, где он вскоре разделил власть со своим сыном Хильдебертом, а затем, возможно, передал ему графство в единоличное управление. Обстоятельства этих событий неизвестны. Историки высказывают предположение, что это могло произойти или в 844, или в 850 году.
В 840—860-х годах имя Беренгара лишь несколько раз упоминалось в документах. В 847 году он участвовал во встрече короля Италии Людовика II и его отца императора Лотаря I, на которой обсуждались вопросы защиты церковного имущества и борьбы с сарацинами, а в 850 году в качестве государева посланца (лат. missi doninic]) вместе с сыном присутствовал в должности судьи на слушании дела по одному из земельных споров. Несмотря на потерю Хильдебертом в 860 году графства в результате антикоролевского мятежа, Беренгар продолжил оставаться доверенным лицом императора Людовика II, который зимой 865/866 годов назначил его, своего порученца (лат. ministerium), вместе с епископом Гизельмундом ответственным за сбор воинов из Камеринской области для планировавшегося похода против мусульман.
Некоторые историки считают, что к Беренгару Камеринскому относятся свидетельства двух документов из канцелярии Западно-Франкского государства. В первом из них, датированном ноябрём 853 года, некий Беренгар назван среди missi dominici короля Карла II Лысого. Во втором документе Беренгар назван участником встречи Карла Лысого и короля Восточно-Франкского государства Людовика II Немецкого, состоявшейся в январе 860 года в Кобленце. Однако также существуют идентификации этих Беренгаров и с другими лицами, носившими это имя, в том числе, с графом Гессенгау Беренгаром.
О дальнейшей судьбе Беренгара достоверных сведений не сохранилось. Предполагается, что именно к нему относится запись в некрологе Фульдского аббатства, в котором сообщается о смерти в октябре 868 года некоего герцога Беренгара. Однако другие исторические источники позволяют отнести смерть Беренгара и к несколько более раннему времени.
Беренгар был женат на Хильтруде (Вильтруде), дочери императора Лотаря I. Об этом известно из недатированного письма папы римского Николая I, направленного им королю Западно-Франкского королевства Карлу II Лысому, в котором понтифик призывал монарха обеспечить всем необходимым свою родственницу, вдову графа Беренгара Хильтруду, чьи наследственные владения были уничтожены норманнами. Детьми Беренгара и Хильтруды были, по крайней мере, два сына и дочь:
- Хильдеберт (умер не ранее 18 сентября 882?) — граф Камерино (844/850—860?)[10]
- Беренгар (умер после 882) — граф; мнение историков о его родственных связях с Беренгаром основаны только на сведениях позднейших источников[10]
- дочь — первая супруга короля Прованса Бозона[11].